# 45 Buchanan Street

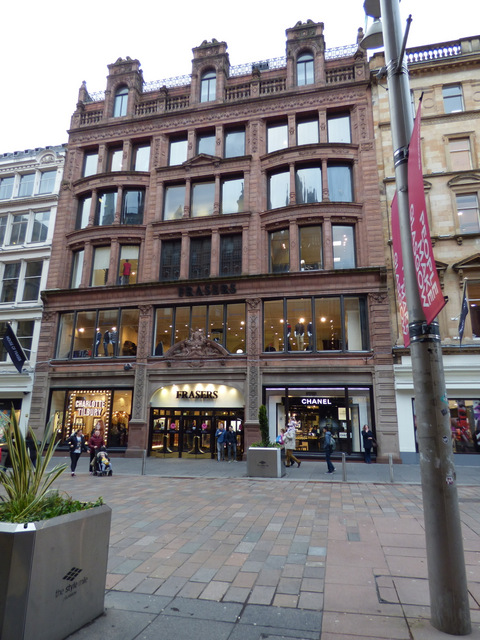
45 Buchanan Street, Glasgow (2018)

Unter der Adresse 45 Buchanan Street in der schottischen Stadt Glasgow befindet sich ein Geschäftsgebäude. 1977 wurde das Bauwerk in die schottischen Denkmallisten in der höchsten Denkmalkategorie A aufgenommen.

## Geschichte
Ursprünglich handelte es sich um drei separate Geschäftsgebäude entlang der Buchanan Street, einer heutigen Fußgängerzone, die 1854 fertiggestellt wurden. Architektonisch war das zentrale Gebäude des Unternehmens Wylie & Lochhead mit seiner hohen Glashaube an den Crystal Palace in London angelehnt. Nach einem verheerenden Brand im Jahre 1883 entstand im selben Jahr das heutige Gebäude. Im Zuge des weitgehenden Neubaus wurde das ehemals dreistöckige Bauwerk um zwei Etagen aufgestockt.

## Beschreibung
Das fünfstöckige Gebäude reicht von der Buchanan Street bis zur Mitchell Street. Es ist im Stile der Neorenaissance ausgestaltet. Korinthische Pilaster gliedern die unteren beiden Stockwerke der ostexponierten Frontfassade vertikal. Entlang der oberen Stockwerke ziehen sich schlichte gebänderte Pilaster. Ein gesprengter Segmentbogengiebel mit Reliefen im Tympanon bekrönt das Hauptportal. Die Fenster der äußeren Achsen treten im zweiten und dritten Obergeschoss segmentbögig heraus. Im dritten Obergeschoss gliedern Säulen und nicht ornamentierte Pilaster die Fensterelemente. Abschließend verbindet eine gusseiserne Balustrade die drei Satteldachgauben.